# Phyllonorycter messaniella
Phyllonorycter messaniella là một loài bướm đêm thuộc họ Gracillariidae. Nó được tìm thấy ở châu Âu phía nam, chạy dài từ Ireland qua Đảo Anh, Đan Mạch đến Ukraina. Nó cũng được tìm thấy ở Macaronesia. Đây là loài được giới thiệu tại New Zealand và Úc.
Sải cánh dài 7–9 mm. Con trưởng thành bay từ tháng 4 đến tháng 11 trong một số các thế hệ.
Ấu trùng ăn Carpinus betulus, Castanea sativa, Fagus sylvatica, Prunus, Quercus ilex, Quercus petraea, Quercus robur, Quercus suber, Quercus x turneri và Tilia. Chúng ăn lá nơi chúng làm tổ.